# Mã Thái hậu (Tiền Lương)
Mã Thái hậu (?—363; phồn thể: 马太后, giản thể: 馬太后) là mẹ đẻ của vị quân chủ nhà nước Tiền Lương là Trương Trọng Hoa. Bà là thê thiếp của Trương Tuấn với tước hiệu Chiêu nghi.
Người ta không biết gì về hoạt động của Mã Chiêu nghi trong thời kỳ trị vì của Trương Tuấn, ngoài địa vị của bà như là mẹ đẻ của người sẽ thừa kế ngôi vị quân chủ (Điều này ngụ ý rằng vợ cả của Trương Tuấn là Nghiêm Vương hậu không có con trai.)
Sau khi Trương Tuấn mất năm 346, Trương Trọng Hoa kế nhiệm và tôn phong mẹ đẻ làm "Vương Thái hậu" trong khi tôn phong mẹ đích là Nghiêm Vương hậu làm "Đại Vương Thái hậu".
Sau khi Trương Trọng Hoa qua đời vào năm 353, con trai của ông là Trương Diệu Linh đảm nhận tước Tây Bình công do nhà Tấn ban phong và là quân chủ kế vị của Tiền Lương, nhưng quyền lực thực sự nằm trong tay Mã Thái hậu và anh trai của Trương Trọng Hoa là Trương Tộ. Hầu hết các nhà sử học tin rằng bà này có quan hệ tư thông với Trương Tộ, và cuối năm đó bà đã phế truất Trương Diệu Linh để Trương Tộ lên ngôi.
Tuy nhiên, vào năm 355 do Trương Tộ quá ngông cuồng và tàn bạo nên đã bị một liên minh các quan lại bao gồm Trương Quán (張瓘) và Tống Hỗn (宋混) hạ bệ và giết chết. Họ buộc Mã Thái hậu phải để con trai thứ của Trương Trọng Hoa là Trương Huyền Tịnh làm người kế vị (do vào đầu năm 355 Trương Tộ đã giết Trương Diệu Linh). Bà được tôn phong làm "Thái Vương Thái hậu".
Ban đầu Trương Quán và Tống Hỗn cùng nhiếp chính nhưng đến năm 359 thì Trương Quán bị Tống Hỗn giết, và người này một mình làm nhiếp chính cho đến khi mất vào năm 361. Em trai Tống Hỗn là Tống Trừng (宋澄) tiếp tục làm nhiếp chính, nhưng cuối năm đó cũng bị Trương Ung (張邕) sát hại. Người ta cho rằng Mã Thái hậu cũng có mối quan hệ tư thông với Trương Ung, và người này bị con trai út của Trương Tuấn là Trương Thiên Tích lật đổ vào cuối năm 361.
Tháng 8 âm lịch năm 363, Mã Thái hậu qua đời.